# Калевипоег
Калевипоег (на естонски: Kalevipoeg, в превод „Синът на Калев“) е епична поема от Фридрих Райнхолд Кройцвалд, смятана за естонския национален епос.

## Произход
В Древна Естония съществувала устната традиция на легендите, които обяснявали произхода на света. В стария естонски фолклор злият великан Калев (Калевин, Калевипоис, и други производни варианти) воюва с други великани или врагове на народа му. Най-ранните писмени сведения де съдържат в Leyen Spiegel от 1641 година, където името е дадено като „Kalliweh“, и в списък на божества, публикуван от Микаел Агрикола през 1515 година, където името се среща като „Calenanpoiat“.

## История
Основният материал за поемата е базиран на легендите в естонския фолклор за великан на име Калевипоег („Синът на Калев“). Тези легенди основно интерпретират ралични обекти и феномени като резултати от действията на Калевипоег, и съдържат прилики с епосите на съседните региони, по-специално с финландския национален епос Калевала.
През 1839 година, Фридрих Роберт Фелман прочита статия на Естонското книжовно дружество посветена на легендите за Калевипоег. Това му дава основа да скицира сюжета на национална романтична епична поема. През 1850 година, след смъртта на Фелман, Кройцвалд започва да пише поемата, тълкувайки я като възстановка на забравена устна поема, като събира устно предавани истории и ги сглобява в едно цяло.
Първата версия на „Калевипоег“ (1853 година, 13 817 стиха) не успява да бъде отпечатана поради цензура. Втората, изцяло редактирана версия (от 19 087 стиха) е публикувана на части под формата на серия академични публикации на Естонското книжовно дружество през 1857 – 1861 година. В този вид публикацията включва превод на немски език. През 1862 година в Куопио, Финландия е отпечатана трета, леко съкратена версия (19 023 стиха), която е версията, предназначена за широк читателски кръг.

## Герои
В естонските (основно източноестонските) легенди, Калевипоег носи камъни или ги хвърля по враговете си, или използва за оръжие талпи, по съвет на един таралеж. Също така строи градове, може да върви през дълбоки води. Умира след като си отсича краката със собствения си меч.
Калевипоег е най-младият син на Калев и Линда, роден след смъртта на баща си и надминаващ по сила и интелигентност всичките си братя. Героят рядко се появява в народните песни, но в литературата е за първи път споменат през 17 век от Хайнрих Стал.

## Сюжет
Калевипоег странства до Финландия в търсене на отвлечената си майка. По време на странстването си той си купува меч, но при кавга убива най-големия син на ковача. Ковачът проклина меча, и мечът бива захвърлен в реката. На обратния път към Естония, Калевипоег става крал след като побеждава братята си в състезание по мятане на камъни. Строи градове и укрепления и оре естонската земя. После се отправя на път до единия край на земята, за да разшири познанията си. Побеждава Дявола в двубой и спасява три девици от пъкъла. Но избухва война и в Естония настъпват разорения, а верните другари на Калевипоег са разбити и се оттеглят в горите в униние. Докато Калевипоег пресича една река, мечът, прокълнат от ковача и хвърлен в реката, изскача и отсича краката му. Калевипоег умира и отива на небето. Богинята Таара, след допитване до другите богове, възкресява Калевипоег, поставя съсеченото му тяло на бял кон и го изпраща при портите на Подземното царство. Там му е наредено да разруши една скала с юмрука си, но ръката му остава заклещена в скалата и той остава като пазител на портите на Долната земя.